# Krempong
Krempong is een bestuurslaag in het regentschap Temanggung van de provincie Midden-Java, Indonesië. Krempong telt 1575 inwoners (volkstelling 2010).